# Donghu (köping)
Donghu (kinesiska: 东湖, 东湖镇) är en köping i Kina. Den ligger i provinsen Zhejiang, i den östra delen av landet, omkring 53 kilometer sydost om provinshuvudstaden Hangzhou. Antalet invånare är 52494. Befolkningen består av 26 551 kvinnor och 25 943 män. Barn under 15 år utgör 13,0 %, vuxna 15-64 år 76 %, och äldre över 65 år 9,0 %.
Genomsnittlig årsnederbörd är 2 022 millimeter. Den regnigaste månaden är juni, med i genomsnitt 356 mm nederbörd, och den torraste är januari, med 72 mm nederbörd.